# L'Atelier du Poisson Soluble
L'Atelier du Poisson Soluble és una editorial amb seu a Lo Puèi de Velai (Alt Loira), que publica majoritàriament llibres infantils i juvenils. Defensa una certa idea de llibertat creativa promovent projectes atípics, amb originalitat gràfica, històries transformades, i temàtiques rarament tractades.

## Presentació
L'Atelier du Poisson Soluble el va fundar l'any 1989 Stéphane Queyriaux i Olivier Belhomme. El nom fa referència al recull de poesia Poisson soluble d'André Breton (que inicialment era el prefaci al Manifest del Surrealisme). L'editorial exerceix la difusió i la distribució dels seus llibres a una extensa xarxa de llibreries. El seu catàleg compta amb més d'un centenar d'obres (el 2012), però només hi trobem tres col·leccions: «En queue de poisson» –novel·les divertides i burlesques–, «Poisson Dissolu» –reservada als adults–, i «Les Mystérieux Mystères Insolubles» –còmic de divulgació per a joves.
L'Atelier du Poisson Soluble publica també la revista especialitzada en il·lustració «Hors Cadre[s]», que coedita amb les éditions Quiquandquoi. Amb el llibre de Sophie Van der Linden Lire l'album, aquesta revista completa la part analítica i crítica del catàleg. Aquest conjunt d'obres pretenen oferir punts de vista transversals, de crítics i creadors, sobre la producció contemporània d'àlbums il·lustrats i altres suports que associen text i imatge.

## Línia editorial
Aquesta editorial publica les obres que els han colpit a primera vista i prefereix oferir a cada llibre la presentació (paper, format) que més li escaigui. També defensa tant els joves autors com els veterans. Els àlbums il·lustrats ofereixen diferents nivells de lectura, adreçant-se igualment als més petits i als grans.

## Els llibres
El primer llibre editat per L'Atelier du Poisson Soluble, escrit i il·lustrat pels fundadors de l'editorial, Stéphane Queyriaux i Olivier Belhomme, és el Conte à la confiture, aparegut l'any 1990. A partir d'aquest moment, els títols es multipliquen amb gran èxit. En són exemples Le type, de Philippe Barbeau i Fabienne Cinquin del 1999, presentat com un diari íntim, una llibreta d'esbossos, o el 2008 Bou et les 3 zours d'Elsa Valentin, il·lustrat per Ilya Green, versió moderna de la Rínxols d'or i els tres ossos amb el text escrit en una llengua imaginària que barreja diverses llengües estrangeres. L'editorial no dubta a tractar qualsevol tema, com ara quan l'any 2001 va publicar Marius, de Latifa Alaoui Margio, il·lustrat per Stéphane Poulin, el primer àlbum il·lustrat que tractava l'homoparentalitat. L'editorial multiplica formats i suports comprenent des del llibre petit de format a la italiana, passant pels cartonnés, fins al llibre enviable per correu on només cal enganxar un segell per tal de fer-lo arribar al destinatari.

## Algunes obres publicades
- Le grand gentil loup, de Ben Lebègue, 2008. Prix Lyon BD Festival 2008 - Prix Jeunesse[5]
- Bou et les trois zours, d'Elsa Valentin, il·lustrat per Ilya Green, 2008. Prix des enfants 2009, Salon Régional du Livre pour la Jeunesse de Troyes[6]
- Toutou tondu, de Delphine Perret, 2008. Prix Pilotis Illustrations 20108, Salon du Livre Jeunesse en Erdre et Gesvres[7]
- Chimères génétiques, de Julie Lannes, 2011. Prix Sorcières 2012, catégorie Documentaires[8]
- Départs d'enfants, de Nicolas Gerrier, il·lustrat per Gaëlle Charlot, 2011. Grand Prix de la Société des gens de lettres (SGDL) du livre Jeunesse 2012[9]
- Le tout-petit d'Anne Letuffe, 2013. Prix Pitchou 2014[10]